# Miloš Žanko
Miloš Žanko (1915. - 2000.) hrvatski političar, unitarist.

## Životopis
Poslije 2. sv. rata vršio je dužnost ministra kulture i prosvjete NR Hrvatske, poznat je po svojim nepopularnim potezima:
- ukidanje Vjesnikovog zabavnog tjednika 1952.[4]
- smjena profesora Mihovila Gračanina s tadašnjeg Poljoprivredno-šumarskog fakulteta 1952. godine[5]
- u Vjesniku 20. ožujka 1967. počinje izlaziti serija tekstova Miloša Žanka protiv Deklaracije o nazivu i položaju hrvatskog književnog jezika, u kojoj se Žanko deklarira:[6]   »kao Hrvat po nacionalnom porijeklu, pripadnosti (ako je već važno da i to izreknem) i kao jugoslavenski komunist«

Na desetoj sjednici CK SK Hrvatske Žanko je smijenjen sa svih dužnosti koje je obnašao.